# Wladimir Fjodorowitsch Utkin

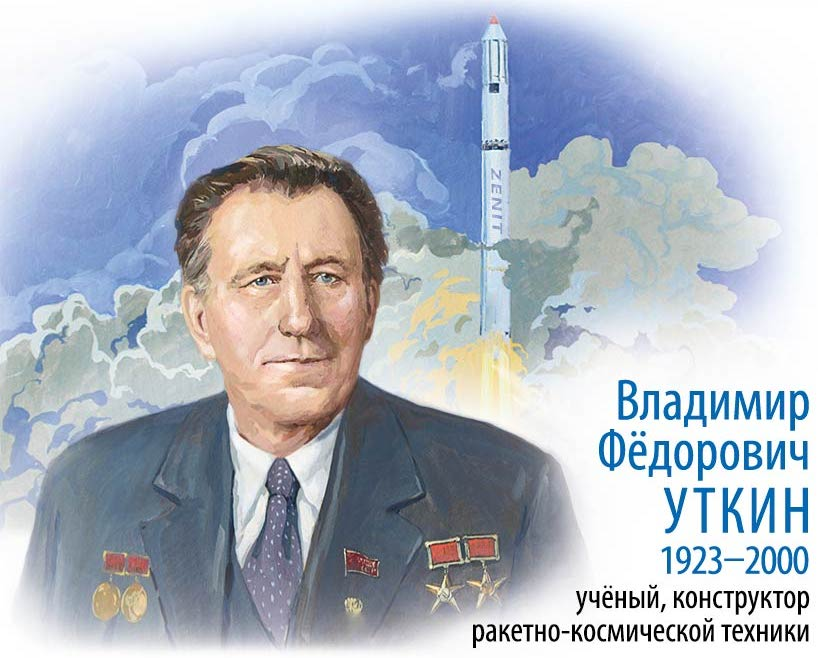
Plakette zum 100. Geburtstag von W.F. Utkin

Wladimir Fjodorowitsch Utkin (russisch Владимир Фёдорович Уткин; * 17. Oktober 1923 in Pustobor (Kassimowski Ujesd, Oblast Rjasan); † 15. Februar 2000 in Moskau) war ein russischer, sowjetischer Wissenschaftler, Raketenkonstrukteur, Hauptkonstrukteur und Chef von KB Juschnoje. Er war Mitglied der Akademie der Wissenschaften der UdSSR (1984), der Ukrainischen Akademie der Wissenschaften und des Zentralkomitees der KPdSU (1976–1990). Zweimal war er Held der sozialistischen Arbeit (1969, 1976) sowie Preisträger des Leninpreises.

## Leben
Wladimir Utkin entstammte einer Arbeiterfamilie. Im August 1941 wurde er in die Rote Armee eingezogen. 1942 schloss er ein Studium an der Schule für Kommunikationstruppen ab und nahm am Zweiten Weltkrieg teil. Er wurde zweimal mit dem Orden des Roten Sterns und dem Orden des Vaterländischen Krieges (1. und 2. Klasse) sowie mit Medaillen ausgezeichnet.
1946 begann Utkin ein Studium am Leningrader Militär-mechanischen Institut. Ab 1952 arbeitete er im Konstrukteurbüro OKB-586 (1966 in KB „Juschnoje“ umbenannt). 1971, nachdem Michail Kusmitsch Jangel gestorben war, leitete er das KB als Hauptkonstrukteur und Nachfolger.
Unter Leitung Utkins wurden zwei der weltweit mächtigsten Raketenkomplexe entwickelt: die Flüssigstoffrakete R-36M und die Feststoffrakete RT-23 sowie die Rakete MR UR-100 und die Trägerrakete „Zenit-2“. Darüber hinaus wurden Raketen der vorherigen Generation (z. B. Zyklon sowie Kosmos) modernisiert.
Utkin hatte drei Brüder. Sein Bruder Anatoli (1928–2014) war Konstrukteur von Startvorrichtungen für ballistische Raketen sowie Marschflugkörpern. Er war unter anderem leitender Konstrukteur des Eisenbahnraketenkomplexes.
Er erhielt zahlreiche staatliche Auszeichnungen. 1987 wurde er Ehrenbürger von Rjasan. 2007 wurde der Asteroid (13477) Utkin nach ihm benannt.